# Tachornis
A Tachornis a madarak (Aves) osztályának sarlósfecske-alakúak (Apodiformes) rendjébe, ezen belül a  sarlósfecskefélék (Apodidae) családjába tartozó nem.

## Rendszerezésük
A nemet Philip Henry Gosse angol természettudós írta le 1847-ben, az alábbi 3 faj tartozik ide:
- kubai sarlósfecske (Tachornis phoenicobia)
- Daumling-sarlósfecske (Tachornis furcata)
- villásfarkú sarlósfecske (Tachornis squamata)

## Előfordulásuk
Egy faj a Karib-térségben, kettő Dél-Amerika területén honos. Természetes élőhelyeik szubtrópusi és trópusi erdők és füves puszták. Állandó, nem vonuló fajok.

## Megjelenésük
Testhosszuk 9–13 centiméter közötti.